# Myadestes melanops
Myadestes melanops là một loài chim trong họ Turdidae.